# گابریل مانوکیان (گابو)
گابریل مانوکی مانوکیان (گابو) (ارمنی: Գաբրիել Մանուկի Մանուկյան (Գաբո)؛ زاده ۲۷ مارس ۱۹۵۷) نقاش اهل ارمنستان است.

## زندگی‌نامه
وی در ۲۷ مارس ۱۹۵۷ در ایروان به دنیا آمد و از کالج دولتی هنرهای زیبای پانوس ترلمزیان (۱۹۷۸) و انستیتو دولتی هنری و نمایشی ایروان (۱۹۸۷) فارغ‌التحصیل گشت.  وی عضو اتحادیه نقاشان ارمنستان (۱۹۹۶) می‌باشد. وی همچنین برنده جوایزی همچون نقاش شایسته جمهوری ارمنستان (۲۰۱۵) شد.